# كوتلا-يارفي
كوتلا-يارفي هي، في إستونيا، تقع في Kohtla-Järve City ‏، بلغ عدد سكانها 37,201  نسمة وذلك حسب إحصائيات سنة 2011، تبلغ مساحتها 39.34 كيلومتر مربع.

## مدن توأم
المدن التوأم:
- نوردرشتيت
- Outokumpu, Finland [الإنجليزية]‏
- كيدايني
- سارانسك.

## أعلام
- فالنتين بارتيكا
- فلاديمير سيدوركين
- أناستاسيا فيرامينكا